# Hirpicium
Hirpicium es un género de plantas herbáceas perteneciente a la familia Asteraceae. Es originario de Sudáfrica. Comprende 15 especies descritas y de estas, solo 14  aceptadas. Es originario de África.

## Taxonomía
El género fue descrito por Alexandre Henri Gabriel de Cassini y publicado en Bull. Sci. Soc. Philom. Paris 1820: 26, 27. 1820.

## Especiesaceptadas
A continuación se brinda un listado de las especies del género Hirpicium aceptadas hasta junio de 2012, ordenadas alfabéticamente. Para cada una se indica el nombre binomial seguido del autor, abreviado según las convenciones y usos.
- Hirpicium alienatum (Thunb.) Druce
- Hirpicium angustifolium (O.Hoffm.) Roessler
- Hirpicium antunesii (O.Hoffm.) Roessler
- Hirpicium armerioides (DC.) Roessler
- Hirpicium bechuanense (S.Moore) Roessler
- Hirpicium beguinotii (Lanza) Cufod.
- Hirpicium diffusum (O.Hoffm.) Roessler
- Hirpicium echinus Less.
- Hirpicium gazanioides (Harv.) Roessler
- Hirpicium gorterioides (Oliv. & Hiern) Roessler
- Hirpicium gracile (O.Hoffm.) Roessler
- Hirpicium integrifolium (Thunb.) Less.
- Hirpicium linearifolium (Bolus) Roessler